# دولاتس (بلا پالانکا)
دولاتس (به صربی: Dolac) یک منطقهٔ مسکونی در صربستان است که در بلا پالانکا واقع شده‌است. دولاتس ۴۳۵ نفر جمعیت دارد.